# Ben Hill Griffin Stadium
 (mars 2025).
 (mars 2025).
Le Ben Hill Griffin Stadium est un stade de football américain situé à Gainesville (Floride, États-Unis). C'est l'enceinte utilisée par les Florida Gators. Ce stade, qui offre une capacité de 88 548 places, est la propriété de l'Université de Floride.

## Histoire
Le stade fut inauguré en 1930 sous le nom de "Florida Field". Cependant, il fut rebaptisé en l'honneur du bienfaiteur de l'université, "Ben Hill Griffin Stadium" en 1989. Au départ dotée de 21 769 places, l'enceinte a été agrandie au fil du temps pour aujourd'hui atteindre environ 90 000 places, ce qui en fait le stade le plus grand de Floride. La surface de jeu était constituée de pelouse artificielle de 1971 à 1989, la pelouse naturelle ayant depuis été préférée.
L'équipe des Florida Gators, faisant partie de la Southeastern Conference, y joue tous ses matchs à domicile.